# فرودگاه ایالتی نیوپورت (رودآیلند)
 فرودگاه ایالتی نیوپورت، رودآیلند (به انگلیسی: Newport State Airport (Rhode Island)) یک فرودگاه همگانی بهره‌برداری هوایی با کد یاتا NPT است که یک باند فرود آسفالت دارد و طول باند آن ۹۱۴ متر است. این فرودگاه در شهر نیوپورت، رود آیلند کشور ایالات متحده آمریکا قرار دارد و در ارتفاع ۵۲ متری از سطح دریا واقع شده است.